# Liste der denkmalgeschützten Objekte in Innsbruck-Arzl
Die Liste der denkmalgeschützten Objekte in Innsbruck-Arzl enthält die 12 denkmalgeschützten, unbeweglichen Objekte der Innsbrucker Katastralgemeinde Arzl.

## Denkmäler
| Foto  |                 | Denkmal | Standort                                    | Beschreibung | Metadaten |
| ----- | --------------- | --- | ------------------------------------------- | --- | --- |
| ja    | Datei hochladen | Mariahilfkapelle HERIS-ID: 83534 Objekt-ID: 97559 TKK: 115866                                                                                       | Arzler Straße Standort KG: Arzl             | Die barocke Kapelle wurde 1712 errichtet und 1830 verlängert. An der Fassade befindet sich ein Mariahilf-Fresko, das 1859 von Josef Arnold dem Jüngeren geschaffen wurde. | BDA-Hist.: Q38180806 Status: § 2a Stand der BDA-Liste: 2025-06-30 Name: Mariahilfkapelle GstNr.: 1515 |
| ja    | Datei hochladen | Neuer Friedhof mit Friedhofskapelle HERIS-ID: 100896 Objekt-ID: 117177 TKK: 118694, 115882, 118695                                                  | bei Canisiusweg 15 Standort KG: Arzl        | Der neue Friedhof wurde 1912 am nordöstlichen Ortsrand von Arzl errichtet. Die Anlage am Hang ist von einer Mauer umgeben, die treppenförmig ansteigt und mit Satteldächern gedeckt ist. Der Haupteingang im Süden ist ein Torbogen aus Rohziegeln mit einem zweiflügeligen schmiedeeisernen Portal. Die zugleich errichtete Friedhofskapelle im Zentrum der Anlage ist ein schlichter Rohziegelbau mit dekorativen Zierschichten und einem an der Giebelfassade vorgezogenen Satteldach mit keramischer Deckung. Der einjochige, weiß gefärbelte Innenraum weist einen polygonalen, durch einen Bogen abgesetzten 5/8-Schluss auf. | BDA-Hist.: Q37785970 Status: § 2a Stand der BDA-Liste: 2025-06-30 Name: Neuer Friedhof mit Friedhofskapelle GstNr.: .148, 1880 Friedhof Arzl                                                                              |
| ja BW | Datei hochladen | Volksschule, Kunst-am-Bau-Objekte HERIS-ID: 83994 Objekt-ID: 98054 TKK: 115929                                                                      | Framsweg 19 Standort KG: Arzl               | Das Gebäude der Volksschule wurde 1967 errichtet und im Zuge der Kunst-am-Bau-Aktion des Landes Tirol u. a. von Gerhild Diesner künstlerisch ausgestaltet. | BDA-Hist.: Q38181856 Status: § 2a Stand der BDA-Liste: 2025-06-30 Name: Volksschule, Kunst-am-Bau-Objekte GstNr.: 1677 |
| ja    | Datei hochladen | Kalvarienberganlage Arzl HERIS-ID: 112864 Objekt-ID: 131089 TKK: 118692, 115930seit 2018                                                            | bei Franz-Wach-Gasse Standort KG: Arzl      | Die Stationskapellen auf dem Weg zur Arzler Kalvarienbergkapelle, sieben Nischenbauten, wurden um 1665 errichtet. Sie haben offene kreuzgratgewölbte Rundbogennischen und Satteldächer. Die relativ starken Mauern an der Vorderseite sind pfeilerartig ausgebildet, die Sockelzone besteht aus Konglomeratgestein. Die Nischen sind durch einfache Holzgitter abgeschlossen. Die Kreuzwegbilder stammen von Franz Kirchstätter aus dem Jahre 1846. Die weithin sichtbare barocke Kalvarienbergkapelle wurde 1664 errichtet. An einen oktogonalen Bau, der von einer Kuppel mit Laterne überwölbt ist, schließt sich im Südwesten ein quadratischer Chor mit Dachreiter und Sakristei, im Nordosten eine Vorhalle an. Die Deckenfresken wurden 1777 von Mathias Perathoner geschaffen. Das Kriegerdenkmal auf dem Kalvarienberg ist Teil der Anlage. Anmerkung: Bis 2017 stand nur die Kapelle unter Denkmalschutz (ID: 97562). Seit Jänner 2018 steht die gesamte Anlage unter Denkmalschutz. | BDA-Hist.: Q47498407 Status: Bescheid Stand der BDA-Liste: 2025-06-30 Name: Kalvarienberganlage Arzl GstNr.: 76/1, 106, 107/1, 107/2, .84, 105, 155, 156, 101, 102, 103, 98, 100, 153 Kalvarienberg bei Arzl              |
| ja    | Datei hochladen | Bildstock an der Haller Straße HERIS-ID: 77811 Objekt-ID: 91444 TKK: 120261                                                                         | Haller Straße Standort KG: Arzl             | Der Bildstock ist Teil der von Erzherzog Ferdinand II. Ende des 16. Jahrhunderts gestifteten lokalen Wallfahrtsstätte Maria Loreto in Thaur. Insgesamt 15, aus Brekziesteinen errichtete Bildstöcke säumen den historischen Weg von Innsbruck nach Thaur entlang der heutigen Bundesstraße. Die Bildsäulen stehen auf einem Sockel, sie haben einen abgefasten Schaft und ein quadratisches Tabernakelgehäuse, in dem sich auf Eternit gemalte Bildtafeln befinden. Die Bildtafeln wurden im 20. Jahrhundert von namhaften Tiroler Künstlern mit Darstellungen der Rosenkranzgeheimnisse neu gestaltet. Die Bildtafel mit der Darstellung der Verkündigung an Maria stammt aus der Zeit um 1950. | BDA-Hist.: Q64026431 Status: § 2a Stand der BDA-Liste: 2025-06-30 Name: Bildstock an der Haller Straße GstNr.: 2309 Rosary Innsbruck - Thaur                                                                              |
| ja    | Datei hochladen | Ehem. Pestfriedhof Arzl mit Kapellenbildstock HERIS-ID: 84303 Objekt-ID: 98391 TKK: 115970                                                          | bei Helfentalweg 5 Standort KG: Arzl        | Der mittlerweile aufgelassene Pestfriedhof im Helfental wurde 1630 angelegt. Erhalten ist die offene Kapelle mit Satteldach und einer Kreuzigungsgruppe in der Spitzbogennische. | BDA-Hist.: Q38182506 Status: § 2a Stand der BDA-Liste: 2025-06-30 Name: Ehem. Pestfriedhof Arzl mit Kapellenbildstock GstNr.: 1504                                                                                        |
| ja    | Datei hochladen | Kath. Pfarrkirche hll. Johannes d. T., Johannes der Evangelist und Johannes Nepomuk mit ehem. Friedhof HERIS-ID: 84973 Objekt-ID: 99138 TKK: 116061 | gegenüber Johannesgasse 3 Standort KG: Arzl | Die 1237 erstmals erwähnte Kirche wurde 1480 im gotischen Stil neu gebaut und 1735–1737 durch Franz de Paula Penz barockisiert. An das einschiffige, fünfjochige Langhaus schließt im Osten ein Chor mit 5/8-Schluss an. Die barocke Stuckatur im Inneren wurde 1737 von Anton Gigl geschaffen. | BDA-Hist.: Q38184306 Status: § 2a Stand der BDA-Liste: 2025-06-30 Name: Kath. Pfarrkirche hll. Johannes d. T., Johannes der Evangelist und Johannes Nepomuk mit ehem. Friedhof GstNr.: .38, 34 Pfarrkirche Innsbruck-Arzl |
| ja    | Datei hochladen | Sommerhaus HERIS-ID: 57518 Objekt-ID: 67687 TKK: 116099                                                                                             | Krippengasse 8 Standort KG: Arzl            | Das als Sommerhaus des Gasthofs Stern bezeichnete und mit 1837 datierte Gebäude ist ein kleines zweigeschoßiges Haus mit Walmdach und spätbarockem Rundbogenportal mit seitlichen Pilastern. Die geschnitzte Haustür ist mit Pilastern, Zierfeldern und Zopfmotiven verziert. | BDA-Hist.: Q38077045 Status: Bescheid Stand der BDA-Liste: 2025-06-30 Name: Sommerhaus GstNr.: .51 |
| ja    | Datei hochladen | Pfeishütte HERIS-ID: 110494 Objekt-ID: 128199 TKK: 137115seit 2017                                                                                  | Rosnerweg 201 Standort KG: Arzl             | Die Schutzhütte des Österreichischen Alpenvereins am Almboden des Samertals im Karwendel wurde 1926/27 nach Plänen von Othmar Sehrig erbaut. Im Inneren sind die originalgetreuen Holz- und Wandvertäfelungen in den Gaststuben und Zimmern erhalten. | BDA-Hist.: Q1516644 Status: Bescheid Stand der BDA-Liste: 2025-06-30 Name: Pfeishütte GstNr.: 2286/3 Pfeishütte |
| ja    | Datei hochladen | Haus Proxauf HERIS-ID: 39528 Objekt-ID: 39294 TKK: 116278                                                                                           | Wolfsgrube 9 Standort KG: Arzl              | Das viertelrunde Landhaus mit rechteckig anschließendem Eingangstrakt, Walmdach und Terrassenbalkon wurde 1931 nach Plänen von Lois Welzenbacher errichtet. | BDA-Hist.: Q37989879 Status: Bescheid Stand der BDA-Liste: 2025-06-30 Name: Haus Proxauf GstNr.: 1519/3 |
| ja    | Datei hochladen | Ausstieg des Alten Klammstollens HERIS-ID: 62067 Objekt-ID: 74584 TKK: 20063                                                                        | Standort KG: Arzl                           | Das Hochdruckleitungssystem zur Innsbrucker Trinkwasserversorgung mit einer Gesamtlänge von 14.750 Metern und einer maximalen Leistung von 78 Litern/Sekunde wurde zwischen 1889 und 1891 errichtet. Der Alte Klammstollen dient heute der Wasserversorgung der Stadtteile Arzl und Hungerburg. Das gemauerte Portal des Klammstollens ist mit einer rundbogigen Quaderrahmung eingefasst. Zwei Inschriftentafeln erinnern an die Erbauung des Stollens. | BDA-Hist.: Q38098703 Status: Bescheid Stand der BDA-Liste: 2025-06-30 Name: Ausstieg des Alten Klammstollens GstNr.: 2237 Ausstieg des Alten Klammstollens                                                                |
| ja    | Datei hochladen | Trinkwasserversorgung, Hauptwasserschloss und Hauptwasserfassung Mühlau HERIS-ID: 26627 Objekt-ID: 23114 TKK: 15162                                 | Standort KG: Arzl                           | Die Mühlauer Wasserversorgungsanlage, die zugleich der Energiegewinnung dient, wurde ab 1925 neu geplant und ab 1942 errichtet. 1951 ging das Kraftwerk, 1953 die Trinkwasseranlage in Betrieb. Das Mühlauer Wasserschloss auf 1140 m Seehöhe wird durch drei Stollen versorgt und bedient über zwei Stahldruckrohrleitungen das Krafthaus und den Trinkwasserbehälter am Schillerweg. Das aus Stahlbeton errichtete Wasserschloss befindet sich zum Großteil unter der Erde, nach außen ist nur ein trapezförmig aus dem Hang herausragender Baukörper mit dem Haupteingang sichtbar. Das Segmentbogenportal mit einer zweiflügeligen Stahltür wird von einem wuchtigen Keilstein und dem darüber liegenden Stadtwappen bekrönt. | BDA-Hist.: Q37902945 Status: Bescheid Stand der BDA-Liste: 2025-06-30 Name: Trinkwasserversorgung, Hauptwasserschloss und Hauptwasserfassung Mühlau GstNr.: 2246/3 Hauptwasserschloss und Hauptwasserfassung Mühlau       |